# Fjordeffekt
Fjordeffekt uppstår i en samverkan mellan hydrologiska och biologiska faktorer. Effekten leder till att antalet antal arter ökar kraftigt i fjordområden där effekten är aktiv. I svenska vatten är fjordeffekten tydlig i såväl Koster- och Väderöfjorden som i Gullmarn i Bohuslän.
Effekten uppstår genom att vid tillfällen med kraftigare inflöden av saltare och kallare djupvatten till fjorden, så följer larver av marina djur och djupvattenslevande organismer med i inflödet. Djuren etablerar sig i fjorden på betydligt grundare vatten än i djuphavet utanför och bidrar därigenom till fjordarnas stora artrikedom. Djurlivet i fjorden kommer att bestå dels av den för området normala faunan och dessutom de djur som transporterats in från djupområden utanför.
Fjordeffekten upptäcktes under första hälften av 1800-talet och var ett av skälen till att Kristinebergs zoologiska station förlades till Fiskebäckskil vid Gullmarn år 1877.
När Göteborgs universitet etablerade undervisningsverksamhet i ett hyrt pensionat på Tjärnö i Strömstads kommun, vid Kosterfjorden år 1963, en verksamhet som senare skulle utvecklas till Tjärnö marinbiologiska laboratorium, så var fjordeffekten en viktig del i beslutet. Mångfalden i det marina livet, strax utanför bryggorna mot Kosterfjorden, är som mest omfattande här jämfört med samtliga svenska vatten.